# Ambasada Statelor Unite ale Americii în Republica Moldova

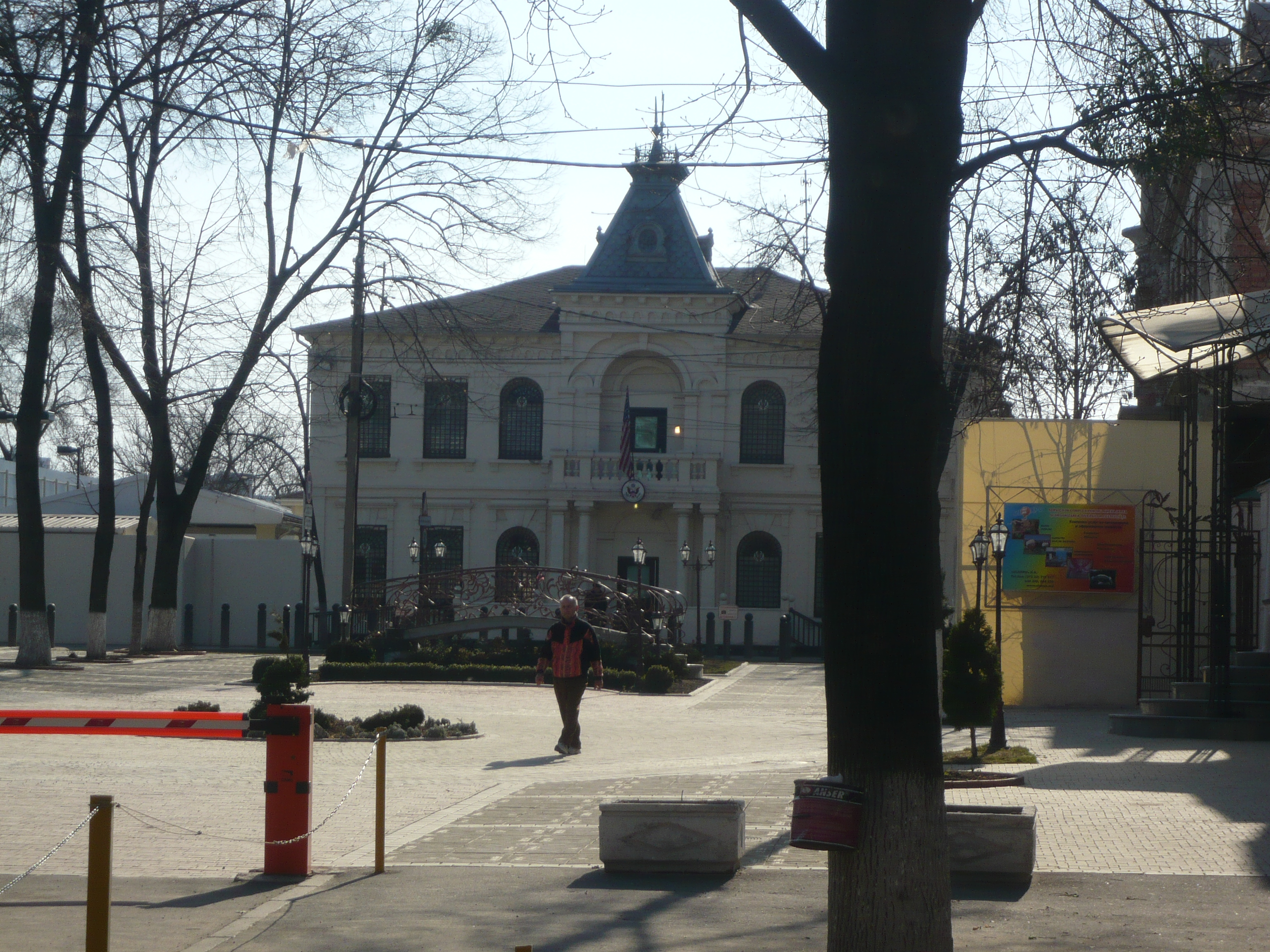
Sediul ambasadei, Chișinău

Ambasada Statelor Unite la Chișinău este misiunea diplomatică a Statelor Unite ale Americii în Republica Moldova. După destrămarea Uniunii Sovietice, Moldova și-a declarat independența la 27 august 1991, fiind recunoscută de senatul american la 26 decembrie a aceluiași an. Stabilirea relațiilor diplomatice între cele două state a avut loc la 18 februarie 1992, o lună mai târziu (13 martie) fiind deschisă ambasada. Ambasadorul actual este Kent Logsdon (din 2021).
Oficiul central al ambasadei se află în incinta a trei monumente istorice și de arhitectură: vila urbană a familiei Erhan, casa medicului Iulia Kviatkovski și casa medicului A. Kațovski.

## Ambasadori
Lista cronologică a ambasadorilor SUA în Republica Moldova:
- Mary Pendleton⁠(d): 1992–1995
- Todd Stewart: 1995–1998
- Rudolf V. Perina⁠(d): 1998–2001
- Pamela Hyde Smith: 2001–2003
- Heather M. Hodges⁠(d): 2003–2006
- Michael D. Kirby⁠(d): 2006–2008
- Asif Chaudhry⁠(d): 2008–2011
- William H. Moser: 2011–2015[6]
- James D. Pettit: 2015–2018
- Dereck J. Hogan⁠(d): 2018–2021
- Kent Logsdon: 2021–prezent